# 바람꽃은 시들지 않는다
《바람꽃은 시들지 않는다》는 서울대학교 아동학과 교수이자, 작가인 유안진의 장편 소설이다. 문학사상에서 출판했다. 현대와 근대를 배경으로 경상도 안동시의 어느 양반 가문의 비극적인 역사를 다루고 있다. 1991년 한국방송에서 원작소설을 바탕으로 대하드라마로 제작하였으며 정애리(류석우 교수 역), 임동진(박준서 교수 역), 송승환(박승 역)등이 출연하였다.

## 줄거리

### 불화
중년 교수부부인 류석우 교수와 박준서 교수. 아들 화수가 연애결혼한 소영이 누나와 미국유학을 시작하자, 비로소 마음이 편해진다.
하지만 행복도 잠시, 류교수는 남편 박준서 교수에게 숨겨진 딸이 있다는 것을 알고 충격을 받는다. 그는 자살한 남편 친구 박승의 아들 화수를 키우면서, 아들의 극심한 반항기를 참아주느라 너무 힘들었기 때문에 도무지 그 아이를 키울 자신이 없었다. 화수는 초등학교 때는 자신을 가짜 엄마라고 했고, 대학생 시절에는 마르크스-레닌주의를 혁명이론으로 지지해서가 아니라, 순전히 부모님에 대한 반항심때문에 학생운동에 적극 가담하는 등 속을 썩힐대로 썩인 아이였다. 물론 지도교수인 강 교수가 부모님이 키워주신 은혜를 생각하지 못한다고 호통을 치고, 소영누나가 화수를 달래준 덕분에 화수는 마음을 바로잡았지만 화수와의 관계가 준 상처는 컸다. 그런데 숨겨진 딸이라니 혼란스럽기 그지없고, 박교수는 친구 아들은 키워주면서 내 딸은 못 키워주냐며 불평한다.

### 비틀린 집안역사
그런데 이들 사건보다 더 큰 충격이 그녀를 기다리고 있었다. 고향인 안동시에서 민속자료 수집을 하던 류교수는 자신의 할머니가 쓴 일기를 접하면서 자신의 집에서 있었던 슬픈 이야기들을 읽게 되었다. 자신의 할머니가 일본제국이 대한제국의 외교권을 박탈한 을사조약의 가부 여부에 대해 어정쩡한 목소리를 낸 오라버니 때문에 억울하게 시댁에서 쫓겨난 후, 아이가 둘이 있는 류씨라는 남성과 부부생활을 하지는 않았지만 서로 의지하며 살아간 이야기이며, 자신의 아버지가 류씨 집안의 역사를 알게 되면서 복수심에 불타 한국전쟁때 공산주의운동에 적극 가담한 이야기이며...그 때문에 류씨 문중이 자신의 집을 안 좋게 생각해서 비틀린 집안 역사를 알면서도 바로잡을 생각을 하지 않은 이야기이며..그제야 왜 자신이 미국 유학을 갈 때 아버지가 열렬한 공산주의자였다는 이유로 하마터면 공부를 포기할 뻔했고, 자신이 대구에서 유학할 때 경찰의 감시를 받았고, 할머니가 그토록 신경을 써서 뒷바라지를 하셨는지 이해가 되었다. 그래서인지 그동안 주민들의 반대로 늦춰지던 임하댐 건설로 자신의 고향마을이 물에 잠긴다는 이야기를 듣고 오히려 홀가분했다. 할머니의 눈물이 마을을 잠기게 하여 복수를 하셨을 것이라고 믿었기 때문이다.

### 미국에서의 교환교수
지도학생들의 사회주의 운동 가담등으로 몸과 마음이 지친 류 교수는 학교측의 배려로 자신이 공부한 미국 조지아의 대학교에서 교환교수로 일하기 시작한다. 하지만 갑자기 나타난 화수의 친어머니에게 화수와 며느리를 그녀에게 보내야 했다. 화수의 친어머니는 박승과의 혼전임신으로 화수를 낳지만, 박승의 자살로 아들을 키울 형편이 되지 못했다. 그래서 수십 년이 지난 후 미국에서 세탁소 사장으로 자수성가 한 뒤에야, 청년으로 장성한 아들과 며느리를 찾아올 수 있었던 것이다. 하지만 아내와 행복하게 살던 화수는 이로 인해 혼란스러워한다. 어느날 갑자기 얼굴도 모르는 중년 부인이 찾아와서는 친어머니라고 주장하는 모습이 친어머니의 보살핌을 받은 적이 없는 화수-화수는 돌아가신 고모와 새어머니의 헌신적인 보살핌을 받으면서 자랐다.특히 새어머니 류교수는 자신의 반항을 참아주면서 대학교공부까지 시켜줬다.-로서는 이해가 되지 않았던 것이다.  이를 지켜보는 아내도 겉으로는 평소처럼 워드 프로세서로 숙제를 작성하면서 태연한 척 하지만, 속으로는 괴롭고 답답하다.결국 화수는 세탁소 근무를 위해 집을 떠나고, 아내도 공부를 끝내면 바로 화수 친어머니 그러니깐 자신의 친 시어머니가 사는 동네 학교로 전학할 계획을 세운다. 이를 바라보는 류 교수는 겉으로는 내색하지 않지만, 속으로는 아들과 며느리에게 버림받은 것 같아 섭섭해 한다.

### 사별
하지만 자신이 남편의 아이를 임신한 것을 우연히 알게 된 기쁜 일도 있었다. 교환교수 일을 마치고 한국에 돌아왔을 때 남편이 사고로 정부와 딸을 잃은 비극을 겪었다는 것을 알게 되었고, 그제서야 남편을 용서할 수 있었다. 구약성서의 사무엘상에 나온 다윗과 압살롬간의 내전 전승 내용을 읽으며 딸을 잃은 마음을 겨우 달래는 남편을 말이다...하지만 뒤늦게 아내에게 용서받은 남편은 어느 비바람이 몰아치는 날 휘파람새 소리를 들으며 급성심근경색으로 세상을 떠났다.